# 도쿄 마라톤
도쿄 마라톤(일본어: 東京マラソン)은 일본 도쿄에서 매년 2월 이나 3월에 열리는 마라톤 대회이다. 이시하라 신타로 도지사 재직중인 2007년에 처음 시작되었다.

## 역대 우승자
범례
  대회 기록
| 연도 | 남자              | 국가       | 기록 (분:초) | 여자                    | 국가       | 기록 (분:초) |
| ---- | ----------------- | ---------- | ------------ | ----------------------- | ---------- | ------------ |
| 2014 | 딕슨 춤바         | 케냐       | 2:05:42      | 티리피 체가예           | 에티오피아 | 2:22:23      |
| 2013 | 데니스 키메토     | 케냐       | 2:06:50      | 아베루 케베데           | 에티오피아 | 2:25:34      |
| 2012 | 마이클 키폐고     | 케냐       | 2:07:37      | 아체데 하브타무         | 에티오피아 | 2:25:28      |
| 2011 | 하일루 메코넨     | 에티오피아 | 2:07:35      | 히구치 노리코           | 일본       | 2:28:49      |
| 2010 | 후지와라 마사카즈 | 일본       | 2:12:19      | 알레프티나 비키티미로바 | 러시아     | 2:34:39      |
| 2009 | 살림 킵상         | 케냐       | 2:10:27      | 나스카와 미즈호         | 일본       | 2:25:38      |
| 2008 | 빅도르 뢰들린     | 스위스     | 2:07:23      | 클라우디아 드레헤르     | 독일       | 2:35:35      |
| 2007 | 다니엘 은쟁가     | 케냐       | 2:09:45      | 니이야 히토미           | 일본       | 2:31:02      |